# Claudia Gerini
Claudia Gerini (n. 18 decembrie 1971, Roma, Italia) este o actriță italiană.